# كاني إشكوت (لاجان)
كاني إشكوت هي قرية في مقاطعة بيرانشهر، إيران. عدد سكان هذه القرية هو 16 في سنة 2006.